# Passengers (Gary Burton)
Ne doit pas être confondu avec Passengers (film).
Albums de Gary Burton
Dreams So Real
(1975) Times Square
(1978)
Passengers est un album du vibraphoniste de jazz américain Gary Burton enregistré en novembre 1976 et commercialisé en 1977.

## Liste des titres
| No | Titre                            | Musique        | Durée |
| -- | -------------------------------- | -------------- | ----- |
| 1. | Sea Journey                      | Chick Corea    | 9:18  |
| 2. | Nacada                           | Pat Metheny    | 4:15  |
| 3. | The Whopper                      | Pat Metheny    | 5:32  |
| 4. | B & G (Midwestern Summer Dreams) | Pat Metheny    | 8:26  |
| 5. | Yellow Fields                    | Eberhard Weber | 7:02  |
| 6. | Claude and Betty                 | Steve Swallow  | 6:15  |

## Classement
| Album      | Année | Catégorie  | Position |
| ---------- | ----- | ---------- | -------- |
| Passengers | 1977  | Jazz Album | 25e      |